# Boyd Tinsley Women’s Clay Court Classic
Boyd Tinsley Women’s Clay Court Classic — женский профессиональный международный теннисный турнир, проходящий весной в Шарлотсвилле (США) на открытых грунтовых кортах. С 2004 года относится к женской взрослой серии ITF с призовым фондом 50 тысяч долларов и турнирной сеткой, рассчитанной на 32 участницы в одиночном разряде и 16 пар.

## Общая информация
Весенний грунтовый турнир в Виргинии входит в календарь USTA Pro Circuit с конца 1990-х годов.
В 1998-2001-м годах теннисисток принимал комплекс в городе Мидлотиан: спортсменки выявляли лучших в борьбе за титул местного 25-тысячника. В 2002-м году лицензия сменила владельцев: приз был переведён в Шарлотсвилл, в местный Boars Head Sports Club. В 2004-м году призовой фонд соревнования был увеличен в два раза, что позволило призу зазвать к себе множество теннисисток с границы первой и второй сотни одиночного рейтинга. В случае затяжных дождей для матчей турнира задействуется крытый корт.
В 2012-м году турнир, наряду с аналогичными соревнованиями в Дотане и Индиан-Харбор-Бич вошёл в мини-серию соревнований USTA для американских теннисисток, по итогам которой присуждалось специальное приглашение в основную сетку одиночного турнира Roland Garros.
Турнир назван в честь одного из спонсоров соревнования и уроженца Шарлотсвилла Бойда Тинсли — актёра и скрипача группы «Dave Matthews Band». Сам Бойд каждый год вручает трофеи финалистам турнира. В честь него же оформлены и призы участникам титульного матча — на памятной табличке нарисовано схематичное изображение человека со скрипкой.

## Финалы прошлых лет
| Год  | Чемпионка         | Финалистка             | Счёт           |
| ---- | ----------------- | ---------------------- | -------------- |
| 2015 | Элли Кик          | Катерина Стюарт        | 7-5 6-7(3) 7-5 |
| 2014 | Тейлор Таунсенд   | Монсеррат Гонсалес     | 6-2 6-3        |
| 2013 | Шелби Роджерс     | Элли Кик               | 6-3 7-5        |
| 2012 | Мелани Уден       | Ирина Фалькони         | 7-6(0) 3-6 6-1 |
| 2011 | Стефани Дюбуа     | Мишель Ларшер де Бриту | 1-6 7-6(5) 6-1 |
| 2010 | Михаэлла Крайчек  | Лаура Зигемунд         | 6-2 6-4        |
| 2009 | Линдсей Ли-Уотерс | Екатерина Бычкова      | 6-3 7-5        |
| 2008 | Алексис Гордон    | Ольга Пучкова          | 6-3 6-3        |
| 2007 | Эдина Галловиц    | Ангелика Бахманн       | 6-3 6-3        |
| 2006 | Лора Гренвилл     | Доминика Цибулкова     | Без игры       |
| 2005 | Карли Галликсон   | Варвара Лепченко       | 6-4 6-4        |
| 2004 | Марисса Ирвин     | Джамея Джексон         | 6-3 7-6(5)     |
| 2003 | Кристина Бранди   | Кристина Виллер        | 4-6 6-4 6-2    |
| 2002 | Эрика де Лоун     | Елена Янкович          | 6-2 6-4        |

| Год  | Чемпионки                         | Финалистки                         | Счёт           |
| ---- | --------------------------------- | ---------------------------------- | -------------- |
| 2015 | Франсуаза Абанда Мария Санчес (2) | Ольга Янчук Ирина Хромачёва        | 6-1 6-3        |
| 2014 | Эйжа Мухаммад Тейлор Таунсенд     | Ирина Фалькони Мария Санчес        | 6-3 6-1        |
| 2013 | Никола Слейтер Коко Вандевеге     | Николь Гиббс Шелби Роджерс         | 6-3 7-6(4)     |
| 2012 | Мария Санчес Ясмин Шнак           | Елена Бовина Юлия Глушко           | 6-2 6-2        |
| 2011 | Шэрон Фичмен Мари-Эв Пеллетье (2) | Джулия Дитти Карли Галликсон       | 6-4 6-3        |
| 2010 | Джулия Дитти Карли Галликсон (2)  | Александра Мюллер Аша Ролле        | 6-4 6-3        |
| 2009 | Карли Галликсон Николь Криз       | Анджела Хейнс Алина Жидкова        | 7-5 3-6 [10-7] |
| 2008 | Ракель Копс-Джонс Абигейл Спирс   | Кимберли Куц Анна Татишвили        | 6-1 6-3        |
| 2007 | Эрика Краут (2) Ханна Нуни        | Ракель Копс-Джонс Лилия Остерло    | 7-6(4) 6-4     |
| 2006 | Мари-Эв Пеллетье Сунита Рао       | Мария Фернанда Алвес Лилия Остерло | 6-7(6) 6-2 6-3 |
| 2005 | Эшли Харклроуд Линдсей Ли-Уотерс  | Саманта Ривз Кристина Виллер       | 6-4 7-5        |
| 2004 | Эрика Краут Джессика Ленхофф      | Вилмари Кастеллви Сунита Рао       | 6-0 6-1        |
| 2003 | Бетани Маттек Лилия Остерло       | Джулия Дитти Кристина Виллер       | 7-5 6-1        |
| 2002 | Эрика де Лоун Джессика Стек       | Терин Эшли Кристен Шлюкбир         | 6-2 2-6 7-5    |